# Buhágana
Buhágana (Buhayana, Karauatána-mira), pleme ili skupina američkih Indijanaca porodice Tucanoan nastanjenih u Kolumbiji na rijekama Pirá-Paraná i Dyi–Igarape u području Vaupésa i susjednim predjelima brazilske države Amazonas. 
Poznati su kao “narod puhaljki” a Koch-Grünberg Buhágane dijeli na nekoliko lokalnih skupina: Ömöá; Sära; Yäbá; Döä; Tsáina; Tsöloa, ne smiju se brkati s Tsölá (=Pinótsöla); Hógolotsöloa, u jednoj maloki na igarapé Yauacáca; Palänoa, na gornjoj Pirá-Paraná; i Erúlia, gornja Pirá-Paraná.
Jezik buhágana pripada zapadnoj skupini porodice Tucanoan. Danas se smatra se da su dio šire skupine Macuna.

## Vanjske poveznice
- Populacija  Arhivirana inačica izvorne stranice od 28. rujna 2006. (Wayback Machine)